# Wakanda
Wakanda é um país fictício localizado na África subsariana presente nas histórias em quadrinhos publicadas pela Marvel Comics, e em outras mídias baseadas nestes. É o mais proeminente dos vários países africanos fictícios do Universo Marvel e o lar do super-herói Pantera Negra. Wakanda aparece pela primeira vez em Fantastic Four #52 de julho de 1966, e foi criado por Stan Lee e Jack Kirby. O país fictício se destacou por seu afrofuturismo no filme Pantera Negra, sendo o país citado como um possível exemplo de como as nações africanas poderiam ter se desenvolvido na ausência do colonialismo europeu.
Wakanda apareceu em quadrinhos e várias adaptações de mídia, como nos filmes live-action do Universo Marvel Cinematográfico, com uma participação especial em Capitão América: Guerra Civil (2016), um papel importante em Pantera Negra (2018), um papel coadjuvante em Vingadores: Guerra Infinita (2018) e uma participação especial em Vingadores: Ultimato (2019). Um país altamente desenvolvido, Wakanda é descrito como a nação mais avançada tecnologicamente do planeta. Espera-se que Wakanda retorne com um papel importante em Pantera Negra: Wakanda Para Sempre (2022).

## Etimologia
Existem várias teorias para o nome Wakanda. O nome pode ser inspirado numa divindade siouan chamada Wakanda, Wakonda, ou Waconda, Povos nativos dos Estados Unidos das Grandes Planícies, ou Wakandas, uma tribo africana fictícia do romance "The Man-Eater" de Edgar Rice Burroughs (criador de Tarzan), escrito em 1915, mas publicado postumamente em 1957, ou da tribo queniana Cambas ou Kamba, que em sua língua nativa, a língua quicamba, também são chamados Akamba ou Wakamba, ou da palavra "kanda", que significa família em quicongo, idioma falado em Angola, República do Congo e Gabão.

## Localização

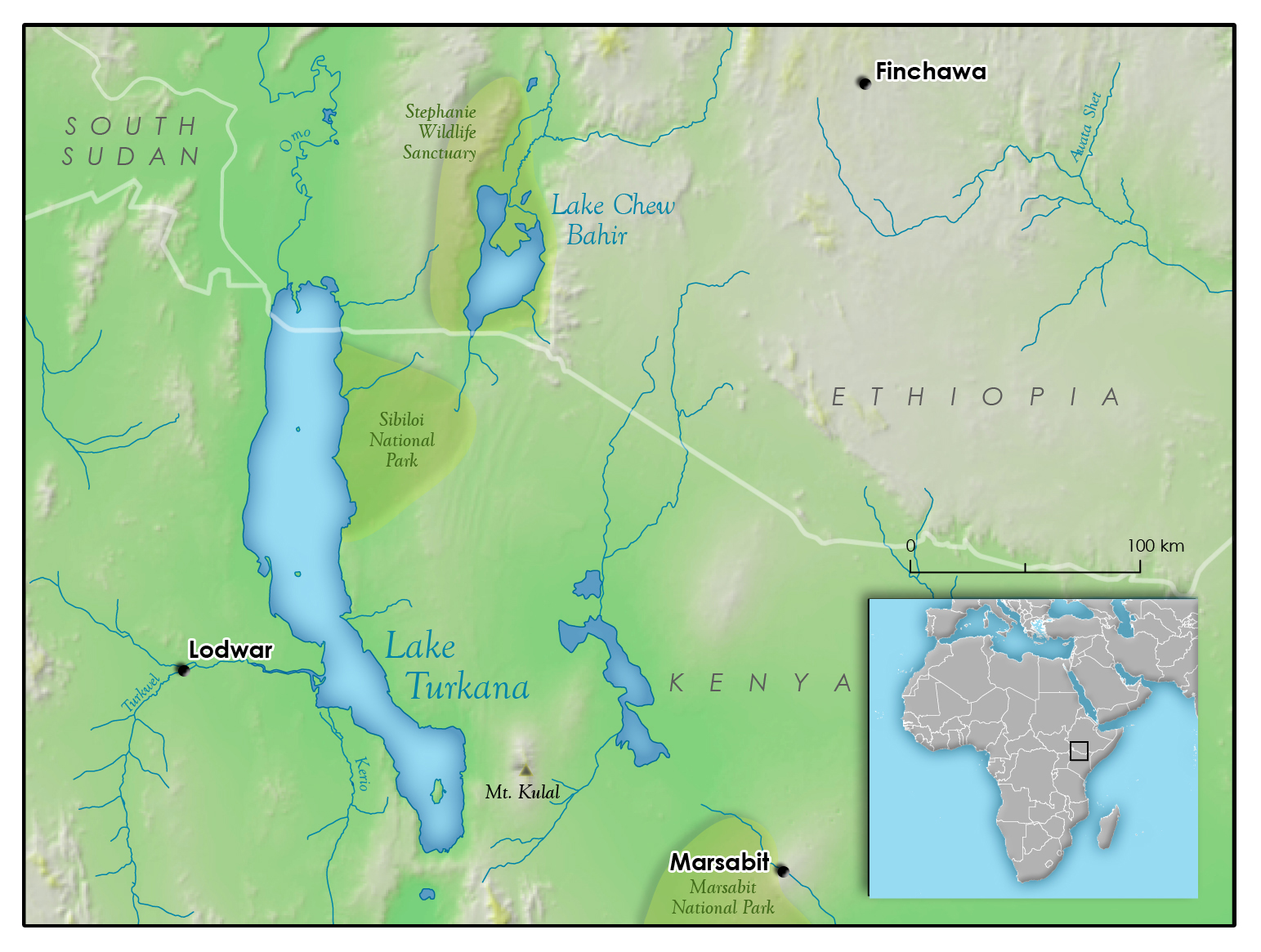
No Universo Cinematográfico da Marvel, Wakanda está localizada ao norte do Lago Turkana, em um ponto fictício que faz fronteira com o Quênia, Etiópia, Uganda e Sudão do Sul

Wakanda está localizada na África Oriental, embora sua localização exata tenha variado ao longo da história. Algumas fontes colocam Wakanda ao norte da Tanzânia, enquanto outras como o Marvel Atlas #2 (1988) mostram a fronteira com o Lago Turkana, perto do Sudão do Sul, Uganda, Quênia, Somália e Etiópia (e cercado por outros países ficcionais como Azania, Canaã e Narobia).
Essa última posição é próxima a do Universo Cinematográfico da Marvel, onde Wakanda está localizada ao norte do Lago Turkana fazendo fronteira com Quênia, Etiópia, Uganda e Sudão do Sul. Esse local foi estabelecida pela primeira vez em Capitão América: Guerra Civil. Na vida real, esta área é na verdade uma região fronteiriça em disputa conhecida como o Triângulo de Ilemi, reivindicado por cada um desses países. No filme Pantera Negra é confirmado que Wakanda é um país sem litoral, com montanhas e selvas em torno de suas fronteiras que ajudaram a nação a isolar-se de outros países. Internamente, Wakanda consiste em vales com rios exuberantes, cadeias montanhosas ricas em recursos naturais e uma capital fabulosa que integra a tecnologia futurista com desenhos tradicionais africanos. Em histórias recentes do escritor Ta-Nehisi Coates, Wakanda fica próximo ao Lago Vitória e de países fictícios como Mohannda, Canaã, Azania e Niganda. Isto coloca essas nações principalmente naquilo que na vida real é a metade oriental da República Democrática do Congo.
No filme Pantera Negra de 2018, o diretor Ryan Coogler afirmou que sua representação de Wakanda foi inspirada no Reino do Lesoto na África Austral.
Birnin Zana está localizada dentro de Wakanda. É considerada por alguns como uma cidade inteligente. Em Birnin Zana, os pedestres caminham por ruas cheias de comércio que não têm carros, exceto pelo aparecimento ocasional de veículos parecidos com ônibus. As ruas são bastante semelhantes ao conceito Woonerf, uma abordagem ao design de espaço público que começou na Holanda na década de 1970. Os trens Maglev são vistos voando acima e ao redor da cidade. Os edifícios Wwkandanos incorporam alguns elementos tradicionais africanos (ou seja, telhados de palha e jardins suspensos) em algumas das estruturas mais altas.

## História
Antes do surgimento da nação de Wakanda, seres místicos conhecidos como Precursores viviam na região, os Precursores era composto por diferentes raças: Simbi (semelhante a serpentes) Anansi (semelhante a aranha), Vanyan (semelhante a um macaco), Creeping Doom (insetoide), Ibeji (humanóides de duas cabeças) e filhos de Olokun (criaturas marinhas).
Os Precursores foram expulsos da região pelos humanos e os Orixás, o panteão de divindades de Wakanda composto por Tot, Ptá, Mujaji, Kokou e Bast, a deusa Pantera.
Éons atrás, durante a Primeira Blasfêmia, Khonshu tenta vingar uma prisioneira que foi morta por Varnae apenas para Bast dizer a Khonshu para . Varnae que roubou Vibranium dos Fogos de Ptá e planejou ascender à divindade. Isso atraiu a atenção de Khonshu, que se encontrou com Bast, Exu, Gherke e Ptá durante o sono de Rá. Ele queria que os deuses dos reinos vizinhos fosem informados antes de ele retaliar. Ele recebe o apoio deles junto com o apoio de Kokou, o sempre ardente. No passado distante, Bast e Gherke lideraram Deuses do Egito e os Orixás contra as forças de Varnae. Kokou confronta Varnae em seu templo. Os prisioneiros são evacuados enquanto Bast instrui as panteras negras a levarem os prisioneiros para o oeste e aguardarem a notícia da vitória.
A linhagem real de Wakanda começa com Omulo Bashenga, que acreditam ser o primeiro rei do país e o primeiro Pantera Negra, 10.000 anos antes de T'Challa. No passado distante, um enorme meteorito maciço composto de vibranium - elemento que absorve o som, entre outras propriedades especiais - caiu em Wakanda, e é desenterrado uma geração antes dos eventos do presente. Os wakandanos chamam esse meteorito de Mena Ngai. A exposição ao vibranium transformou muitos dos que foram expostos a ele em criaturas que lembram demônios. Wakanda tem uma taxa de mutações excepcionalmente elevada devido às propriedades perigosamente mutagênicas do Vibranium. Um grande número desses mutantes atuais trabalham para Erik Killmonger.
A radiação do vibranium se espalhou por grande parte da flora e da fauna de Wakanda, incluindo a erva em forma de coração comida pelos membros do Culto da Pantera (embora em uma ocasião T'Challa tenha permitido que um moribundo Homem-Aranha comesse com a esperança de que ele o ajudasse a lidar com sua doença) e a carne do Gorila Branco comido pelos membros do Culto do Gorila Branco. O Culto da Pantera, auxiliado pelas propriedades da erva, torna a tribo dominante do país, com o seu líder - e por consequência, o rei de Wakanda - sendo chamado de Pantera Negra. Existem cerca de dezoito outras tribos no país, e T'Challa manteve a tradição de Dora Milaje, a guarda real que aceita mulheres de cada tribo como "noivas em potencial", para manter a paz nacional - visto que o casamento seria o caminho para outras tribos chegarem ao poder. T'Challa, porém, considera essa tradição apenas cerimonial, com as Dora Milaje sendo apenas a guarda, e finalmente se casará com uma "estrangeira", Ororo Munroe (a Tempestade dos X-Men), que se torna Rainha de Wakanda. Isso causou algumas tensões dentro do país.
No mundo, as intenções de Wakanda muitas vezes são incompreendidas por outras nações. Wakanda faz parte da União Africana (anteriormente chamada de Organização da Unidade Africana), o Congresso Pan-Africano sobre o Tratamento dos Super-Humanos, da UNESCO, as Nações Unidas e a Organização Mundial da Saúde. Wakanda apoiou fortemente seus aliados, como o Quarteto Fantástico, a S.H.I.E.L.D, os Vingadores e os X-Men. Em termos de nações, o Wakanda é especialmente aliado da África do Sul, Attilan, Zaire, Dakenia, França e a Terra Selvagem. Embora Wakanda nunca tenha estado "oficialmente" em guerra, o país tem relações complicadas com a Atlântida, Azania, Canaã, Canadá, Estados Unidos, Genosha, Ghudaza, Quênia, Letônia, Lemuria dos Deviants, Mohannda, Narobie, Niganda e Rudyardie.

### Período recente
T'Challa, o atual Pantera Negra, é filho de T'Chaka, o Pantera Negra antes dele e descendente de Olumo Bashenga, que originou o Culto do Pantera Negra. Sabendo que outros tentariam manipular e dominar a nação por esse recurso raro e valioso, T'Chaka esconde seu país do mundo exterior. Ele vende quantidades minuciosas do vibrante valioso, enviando silenciosamente os melhores estudiosos do país para estudar no exterior, levando Wakanda a se tornar uma das nações mais tecnologicamente avançadas do mundo. Eventualmente o explorador Ulysses Klaw descobre Wakanda e cria uma arma sônica baseada em vibração e baseada em vibranium. Quando descoberto, Klaw mata T'Chaka, apenas para ver seu blaster sônico ser usado pelo jovem T'Challa.  A mão direita de Klaw é destruída, e ele e seus homens fogem.
Na trama de "Invasão Secreta" de 2008, as forças Skrull lideradas pelo Comandante Kvvvr invadiram Wakanda e lutam com o Pantera Negra e suas forças. Esforços tecnológicos levam a ambos os lados a serem forçados a lutar com espadas e lanças. As forças de Wakanda usam máscaras de pantera voluntariamente; isso impede que os Skrulls foquem ataques em seu líder. Apesar das perdas, os wakandanos derrotam os Skrulls. Eles matam todos, incluindo Kvvvr, e enviam a nave de volta, empacotados com os corpos. Uma advertência contra a invasão de Wakanda é deixada na parede do centro de controle da nave.
Enquanto estava sob o poder cósmico da Força Fênix, Namor ataca Wakanda por esconder os Vingadores e destrói grande parte do país com um maremoto. Após o ataque, o Pantera Negra ordena o banimento de todos os mutantes do país. Os estudantes da Escola Jean Grey fogem com a ajuda de Tempestade.
Wakanda expandiu seu legado, formando um Império galático no Planeta Bast. O império surgiu após uma missão que buscava  a origem do Mena Ngai, o asteróide que trouxe o vibranium para Wakanda, o império engloba cinco galaxias.
Em uma linha do tempo alternativa definida 2.000 anos no passado distante, um homem nomeado após o nome real de Killmonger, N'Jadaka, tornou-se um herói do império após recuperar o Fragmento do cristal M'Kraan durante a guerra contra o Império Shi 'ar. No entanto, o atual governante de Wakanda temia que N'Jadaka o derrubasse, então ele enviou N'Jadaka junto com seu esquadrão em uma missão secreta suicida para tomar a Matrix da galáxia Mamadou, que era habitada pelos Kronans , Shadow People , e o Klyntar. Ao chegar em um planeta da galáxia, eles foram rapidamente atacados por uma raça conhecida como Between. Tentando sobreviver, ele se deparou com um membro da raça Klyntar e se uniu a ela, já que eles tinham um ódio mútuo contra o atual imperador, que fez dos Klyntar uma espécie em extinção.  Ao derrotar os Betweens, N'Jadaka e o simbionte mataram o imperador e assumiram o trono como o novo imperador do Império Intergaláctico de Wakanda. Durante este tempo, ele se casou e concebeu uma filha. Ao descobrir que T'Challa do futurochegou em seu presente, ele temia que T'Challa se juntasse aos rebeldes Maroon, então ele o fez se tornar um membro dos Nameless, escravos que tiveram suas memórias apagadas e foram forçados a minerar Vibranium em asteróides. No entanto, T'Challa reteve suas memórias de Tempestade e conseguiu escapar para se juntar aos Maroons independentemente. Depois disso, N'Jadaka se aproximou de Bast e após recontar sua origem, lutou contra o avatar de Bast. Ele teve sucesso em matá-la e fazer de sua filha o novo avatar de Bast. Depois que os Maroons pegaram a filha de N'Jadaka e T'Challa visitou o planeta do Meio, N'Jadaka com seu exército foi atrás dos rebeldes para recuperar sua filha. No entanto, Bast o traiu e fez seus caças do Império colidirem com a nave-mãe enquanto um comandante rebelde fez o planeta que continha o núcleo da base rebelde explodir como uma última tentativa de detê-lo; resultando no sacrifício de milhares de vidas e na aparente morte de N'Jadaka.
Depois que N'Jadaka invade a Terra, a Rainha Ramonda forma uma aliança com os Precursores para evitar a destruição total.

## Tecnologia
Devido ao isolacionismo intencional, a tecnologia de Wakanda, até recentemente, se desenvolveu inteiramente independente do resto do mundo. Como tal, as filosofias e metodologias de design são diferentes e muitas vezes incompatíveis com equipamentos convencionais. Wakanda é o país tecnologicamente mais avançado do mundo. Por exemplo, a tecnologia de informática em Wakanda é mais poderosa do que a do resto do mundo e completamente imune a hackers externos, pois não se baseia em binários; pode, no entanto, imitar o comportamento de tais eletrônicos permitindo que possam facilmente cortar quase qualquer sistema convencional. O vibranium foi largamente usado na tecnologia de Wakanda, mas a recente destruição de todos o Vibranium forçou um redesign em grande escala.
Além de vibranium, Wakanda possui reservas de carvão, diamante e urânio e tem uma importante indústria aeroespacial.

## Forças militares e conflitos
Nos quadrinhos, Wakanda é a principal potência militar da Marvel Earth. O Exército Wakandano é a principal força terrestre do país, enquanto a Marinha Wakandana supervisiona as operações navais. A Guarda Aérea de Wakanda é a força aérea do país, que inclui pilotos vestindo poderosas armaduras de combate. A fim de garantir a paz e a estabilidade em Wakanda, o Pantera Negra escolheu Dora Milaje ("adoradas") de tribos rivais para servir como sua guarda pessoal e esposas cerimoniais em treinamento. As Dora Milaje são treinadas em diversas artes marciais africanas como engolo ou dança da zebra (que deu origem a capoeira brasileira), luta de bastões zulu e luta livre senegalesa, além de outras formas de combate de otros continentes como krav magá e muay thai.
Wakanda tem seu próprio sistema de inteligência conhecido como N'Charu Silema; uma rede de espionagem que trabalhava em todo o mundo para manter manter a nação em secreto. Foi considerado tão bom quanto o Mossad e certamente melhor que a CIA e o MI6. Mais tarde, P.R.I.D.E. (Princess Regent Intelligence Division Executives) foi desenvolvida como a agência de proteção da nação. O país possui uma [polícia secreta]] chamada "Hatut Zeraze" (Cães de Guerra no idioma Wakandano).
Muitos países e organizações sempre tiveram opiniões sobre Wakanda, por seu principal recurso: vibranium. Ulysses Klaw montou múltiplas tentativas de invasão, assim como a I.M.A, os nazistas, o alquimista Diablo, Moses Magnum, o Alto Evolucionário e a Roxxon Oil Company.
A força militar de Wakanda é totalmente demonstrada durante a invasão da Terra pelos Skrulls. Advertido da infiltração dos alienígenas, T'Challa, o Pantera Negra desenvolve um plano de batalha que ele pode rapidamente colocar em ação quando o Comandante Skrull, K'vvr, lidera sua frota contra o Wakanda. T'Challa e a Tempestade estiveram na frente da batalha. Eles conseguem entrar na nave de K'vvr. Eles o matam e seus principais tenentes, enquanto os wakandanos destroem os outros Skrulls. T'Challa então envia as naves alienígenas, com cadáveres de Skrull, como um aviso para todos aqueles que gostariam de conquistar Wakanda novamente.
Após uma reunião com Namor, T'Challa ficou gravemente ferido pelo Doutor Destino. Sua irmã Shuri assume o manto Pantera Negra para salvar os wakandanos da ameaça Morlun, enquanto Tempestade e Ramonda (madrasta de T'Challa) cuidam de T'Challa. Com a ajuda da deusa Pantera, Morlun é finalmente derrotado e T'Challa é salvo. O Doutor Destino então aproveita esses eventos debilitantes do Wakanda e ataca. T'Challa e Shuri apelam para todos os seus aliados (Namor, os X-Men e o Quarteto Fantástico) para repelir os ataques do governante da Letônia. Ao preço de um enorme sacrifício (T'Challa torna o vibranium totalmente inativo), Wakanda recupera sua independência e T'Challa volta ao trono.
Wakanda é uma das poucas civilizações da Terra 616 que tem planos de contingência para lidar com Galactus, O Devorador de Mundos.

## Cultos de Wakanda
Wakanda contém uma série de cultos religiosos originários de vários lugares da África, o Panteão de Wakanda é conhecido como Orixás, orixá é uma palavra iorubá que significa espírito ou divindade, Bast a Deusa Pantera, a pantera deusa, Tot, deus da lua e da sabedoria e Ptá, o Moldador são divindades egípcias, que deixaram o Antigo Egito na época dos faraós, Kokou é um orixá guerreiro de Benin, Mujaji é uma deusa da chuva do povo Lovedu da África do Sul. Outras divindades são adoradas em Wakanda, como Sacmis e Sobeque, outras divindades helipolitanas e os deuses gorilas, adorados pela tribo Jabari. A mutante Ororo Munroe (também conhecida como Tempestade), ex-esposa de T'Challa e ex-rainha de Wakanda, é chamada de Hadari-Yao (Andarilha das Nuvens, em akalamita antigo), uma deusa que preserva o equilíbrio de todas as coisas da natureza. Dois deuses desconhecidos confrontaram Bast, sua irmã ,'K'Liluna, considerada uma traidora e Magba.

### Culto da Pantera
Bast, a deusa Pantera, é baseada em Bastet, a deusa egípcia representada como uma gata negra, e é a divindade principal em Wakanda. Depois que o meteoro de vibranium caiu, vários wakandanos foram dolorosamente transformados em "espíritos demoníacos" e começaram a atacar seus companheiros wakandanos. O ancestral de T'Challa, Olumo Bashenga, tornou-se o primeiro Pantera Negra e fechou o Monte de Vibranium para estrangeiros, formando uma ordem religiosa que guardava o monte e lutou para impedir que os "espíritos demoníacos" se espalhassem por todo o reino. Pantera Negra é um título cerimonial e religioso dado ao chefe da Tribo Pantera. Como parte das cerimônias do culto, um Pantera Negra escolhido tem direito ao uso de uma erva em forma de coração. A erva aumenta os atributos físicos da pessoa que o consome para níveis quase super-humanos, semelhantes ao soro do super-soldado.

### Culto do Gorila Branco
A tribo que se tornaria o Jabari adorava Ngi, que foi responsável pela criação do Homem Gorila Ngi  é baseado na dividade Iaundé de mesmo nome. Atualmente, a tribo Jabari adora Ghekre, baseado na divindade Baúle de mesmo nome.  Wakanda evoluiu de uma sociedade guerreira caçadora e era tradicionalmente governada pelo seu maior guerreiro. O dominante Culto da Pantera Negra sucedeu o culto rival do Gorila Branco em Wakanda. M'Baku (Homem-Gorila), da tribo Jabari, é um dos maiores guerreiros de Wakanda, perdendo apenas para T'Challa, o próprio Pantera Negra. Enquanto T'Challa, rei de Wakanda, está em vários meses de ausência do país, o ambicioso M'Baku tramou para usurpar o trono. M'Baku violou as leis de T'Challa e reviveu o Culto do Gorila Branco, matando um dos raros gorilas brancos que vivem nas selvas perto de Wakanda. M'Baku se banha no sangue do gorila e come sua carne que "misticamente" confere a grande força do gorila a M'Baku. Ele tenta derrotar T'Challa em combate, na esperança de conquistar a nação, mas é derrotado e banido de Wakanda. No filme Pantera Negra, o Culto é conhecido apenas pelo nome da tribo, Jabari, cujo povo é chamado de Tribo da Montanha e reverencia o deus macaco hindu, Hanuman.

### Culto da Leoa
Sacmis ou Sekhmet, a deusa leoa, baseada na divindade de mesmo nome, poderia possuir a forma de qualquer adorador humano ou os corpos daqueles santificados e sacrificados por seus adoradores, transformando-os em avatares humanos de si mesma. Ela possui vários outros poderes. Sacmis pode crescer em tamanho, se mover em grande velocidade, teletransportar-se e alterar sua densidade específica. A deusa leoa possuía força e resistência sobre-humanas e era imortal. Ela pode manipular as mentes dos fracos desejados.
Pouco se sabe sobre a história da deusa leoa. Ela aparentemente perdeu muitos adoradores ao longo dos anos para o Culto da deusa Pantera, apesar do fato de que Sacmis se manifestou fisicamente diante de seus seguidores, e a deusa Pantera só aparece aos seus sacerdotes.
No filme Capitão América: Guerra Civil (2016), T'Challa explica: "Na minha cultura, a morte não é o fim. É mais um ponto de partida. Você se aproxima com ambas as mãos, e Bast e Sekhmet o conduzem aos campos verdes onde você pode correr para sempre.

### Culto do Crocodilo
Sobeque, o deus Crocodilo, baseado na divindade de mesmo nome, é um deus wakandano antigo e esquecido.

## Idiomas
Nos quadrinhos, Wakanda tem três idiomas oficiais: wakandano, iorubá e hauçá. No Universo Cinematográfico Marvel, a maioria dos wakandanos são retratados falando a língua xossa do sudeste africano, a tribo isolada Jabari aparece falando um dialeto parecido com a língua ibo da Nigéria.
No filme Pantera Negra de 2018 e sua sequência de 2022, o idioma wakandano é retratado como sendo escrito em um sistema de escrita baseado no sistema de escrita Nsibidi; o sistema de escrita wakandano foi criado para o filme pela designer de produção Hannah Beachler. Segundo o designer Zach Fanning, também teve inspiração no alfabeto tifinague e no silabário bamum.

## Impacto cultural
Em dezembro de 2019, foi descoberto que o site do Departamento de Agricultura dos Estados Unidos listou Wakanda como parceiro de livre-comércio, com uma lista de produtos comercializados, incluindo patos, burros e vacas leiteiras. O departamento afirmou que o país fictício foi adicionado à lista "por acidente durante um teste de equipe" e o removeu logo após o público ter conhecimento disso.
A capital de Wakanda, Birnin Zana poderia oferecer uma alternativa para o que as futuras cidades poderiam ser na África. Já existem muitas iniciativas de cidades inteligentes em desenvolvimento na África. Além disso, uma cidade que está planejada para ser construída no Senegal (Akon City) é inspirada na capital de Wakanda e há muitas ecocidades que estão surgindo em toda a África.

## Em outras mídias

### Literatura

#### Romances

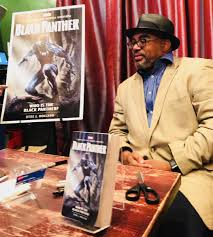
Jesse Jesse J. Holland com uma capa do livro Black Panther: Who is the Black Panther? (2017), desenhada por Gabrielle Dell'Otto

- Jesse J. Holland. Black Panther: Who is the Black Panther? (2017)  ISBN 978-1302902674
- Jim McCann. Black Panther - The Junior Novel (2018) - romantização do filme Pantera Negra. ISBN 9780316413206
- Ronald L. Smith. Black Panther: The Young Prince . ISBN 9781484787649
- Nic Stone. Shuri: A Black Panther Novel (2020) ISBN 9781338585476

#### Little Golden Books
Dois livros da coleção Little Golden Books foram publicados.
- Frank Berrios. Black Panther (2018) ISBN 9781524763886
- Frank Berrios. Warriors of Wakanda (2018) ISBN 9781984831729

### Mighty Marvel Chapter Books
- Brandon T. Snider Black Panther: Battle for Wakanda (2018) ISBN 9781368020145

### Miscelânea
- Wiacek, Stephen. (2018). Marvel Black Panther: The Ultimate Guide. ISBN 9781465466266
- Horne, Karama. (2022); Black Panther: Protectors of Wakanda: A History and Training Manual of the Dora Milaje from the Marvel Universe. ISBN 9780760375808
- Narcisse, Evan. (2022). Wakanda Atlas. ISBN 9780744050301
- Womack, Ytasha. (2023). Black Panther: A Cultural Exploration. ISBN 9780760375617

### Televisão
- Wakanda aparece em um episódio de Fantastic Four chamado "Prey of the Black Panther" em 1994.  Nele, o Pantera Negra atrai o Quarteto Fantástico para Wakanda para testá-los e ver se eles eram dignos o suficiente para ajudá-lo a lutar contra Ulysses Klaw.
- T'Challa aparece no episódio "Panther's Prey" de Iron Man: Armored Adventures .
- Wakanda aparece na série animada em motion comic Black Panther. Como nos quadrinhos, Klaw matou T'Chaka, resultando em T'Challa tornando-se rei e o novo Pantera Negra.  Mais tarde, Klaw decide invadir Wakanda e consegue reunir vilões como Juggernaut e Batroc, o Saltador para ajudá-lo com seus planos.
- Wakanda aparece em The Avengers: Earth's Mightiest Heroes no micro-episódio "Welcome to Wakanda". O Homem-Gorila desafia T'Chaka para o trono de Wakanda e consegue vencê-lo com ajuda de Klaw, que resultou em T'Chaka morrendo de seus ferimentos. Após a morte de T'Chaka, o Homem-Gorila e Klaw escravizam os wakandanos e os mandam para minerar vibranium. Isso faz com que T'Challa se torne o novo Pantera Negra e indo encontrar alguns aliados para ajudar a libertar o país.  No episódio "Panther's Quest", T'Challa pede ajuda aos Vingadores para recuperar seu reino.  Depois que o Homem-Gorila e Klaw são derrotados, T'Challa diz a seu povo que eles não devem mais permanecer isolados do resto do mundo.
- Wakanda aparece no episódio "His Majesty, Black Panther!" do anime Marvel Disk Wars: The Avengers
- Wakanda também foi vista em Avengers Assemble, no episódio "Panther's Rage", quando os Vingadores vão ao país do Pantera Negra, que roubou o escudo do Capitão América. Em 22 de julho de 2017, a Marvel renovou Avengers Assemble para uma quinta temporada intitulada Avengers: Black Panther's Quest centrada em torno de T'Challa. No episódio "The Panther and the Wolf", é revelado que alguns dos wakandanos estão do lado do Conselho das Sombras, como N'Jadaka, M'Baku e alguns wakandanos anônimos, sejam eles de alto escalão ou menos afortunados. Avengers: Black Panther's Quest também contou com os antigos Panteras Negras como Chanda (renomeado "T'Chanda" interpretado por Corey Jones),[90] uma Pantera Negra exclusiva da animação chamada Yemandi (voz de Anika Noni Rose)[91] e Bashenga (interpretado por Phil LaMarr).[92]
- Em 2016, o Disney XD lançou no Youtube o motion comic “Black Panther in… The Visitor”.[93]
- Wakanda é mencionado na série de TV Runaways, que é ambientada no Universo Cinematográfico Marvel (MCU).[94]
- Em 1 de agosto de 2025,  o  Disney + lançou a série animada Eyes of Wakanda, com Ryan Coogler envolvido por meio de sua empresa, a Proximity Media.[95] A série é no Universo Cinematográfico Marvel e mostrava a antes dos acontecimento dos filmes.[96][97]

### Filmes
- Wakanda aparece num filme animado lançado diretamente em DVD Ultimate Avengers 2: Rise of the Panther (2006), produzido pela Lions Gate Entertainment como uma localização central e o ponto focal para uma invasão alienígena dos Chitauris.[98] Aqui, o país é retratado como uma nação isolacionista extrema que vê todos os estrangeiros como inimigos.
- No Universo Cinematográfico Marvel (MCU), Wakanda é mostrado brevemente em um mapa em Homem de Ferro 2 e é mencionado em Avengers: Age of Ultron como a nação fonte do vibranium, mas só é visto pela primeira vez na cena final do Capitão América: Guerra Civil, onde o Capitão América se refugia com Bucky Barnes. O filme também apresenta o Pantera Negra do MCU. Na trama de Guerra Civil, T'Challa e seu pai são mostrados conversando juntos na língua xossa. O ator Chadwick Boseman, que interpreta o Pantera Negra usa um "sotaque regional baseado em onde Wakanda seria. Ele fez grandes pesquisas sobre os aspectos culturais do personagem. Mesmo que seja uma cultura fictícia, [ele descobriu] maneiras de amarrá-lo na verdadeira cultura africana".
- Wakanda aparece no filme Pantera Negra com a nação sendo um dos elementos centrais da trama.
  - O filme afirma que, como nos quadrinhos, a super força da Pantera Negra vem do consumo de "erva em forma de coração", afirmando que é a vegetação local que sofreu mutação durante milhões de anos de exposição ao Vibranium.
  - No filme, Wakanda é composta por cinco tribos, quatro das quais foram unidos sob o domínio do primeiro Pantera Negra há 10 mil anos. Como nos quadrinhos, as quatro tribos (tribo do rio, mineração, comerciante e fronteira) adoram Bast, a deusa Pantera, entre outros, e também têm uma forte tradição espiritual de adoração de antepassados. A Tribo do Rio usa roupas verdes feitas de pele de crocodilo e alguns homens têm um botoque nos lábios. A Tribo Mineira é responsável pelo vibranium que é extraído, armazenado e utilizado. A Tribo Mercante é responsável por comércio e ofícios de arte, roupas e peças de arte, onde eles também usam véus durante um comércio para manter o anonimato. A Tribo da Fronteira reside nas fronteiras montanhosas de Wakanda, posando como fazendeiros, a fim de enganar os estrangeiros da riqueza de Wakanda, bem como seu talento de criar rinocerontes-brancos, mesmo para a batalha. A quinta tribo é a dos Jabari, que segue o culto dos gorilas brancos (do deus Hanuman) – são os tradicionalistas que vivem isolados nas montanhas. Apesar de considerado parte de Wakanda, o domínio do Pantera Negra sobre os Jabari é tênue; durante o filme, seu líder M'Baku rejeita T'Challa como um herdeiro digno do trono em sua coroação e o desafia para o combate cerimonial para reivindicá-lo por si mesmo. T'Challa derrota M'Baku no duelo, mas insiste respeitosamente que M'Baku se renda para não ter que matá-lo – na sequência, M'Baku aceita e se afasta. As outras quatro tribos são a tribo do rio, a tribo mineira, a tribo mercante e a tribo da fronteira. Os senhores de cada uma dessas quatro tribos sentam-se nos conselhos do rei. Depois que a tribo da montanha ajuda T'Challa em sua luta contra o usurpador Erik Killmonger, M'Baku também recebe um assento nesse conselho em reconhecimento de sua contribuição leal. As quatro principais tribos de Wakanda falam em uma língua xossa,[99][100] enquanto os Jabari falam uma versão da língua ibo nigeriana.[2]
  - Como Wakanda nunca foi invadida em sua história de milênios, ela permaneceu inalterada em uma sociedade pós-agrícola e tecnológica: seus padrões sociais evoluíram de acordo, então os wakandanos são valorizados igualmente, independentemente do gênero.[101]

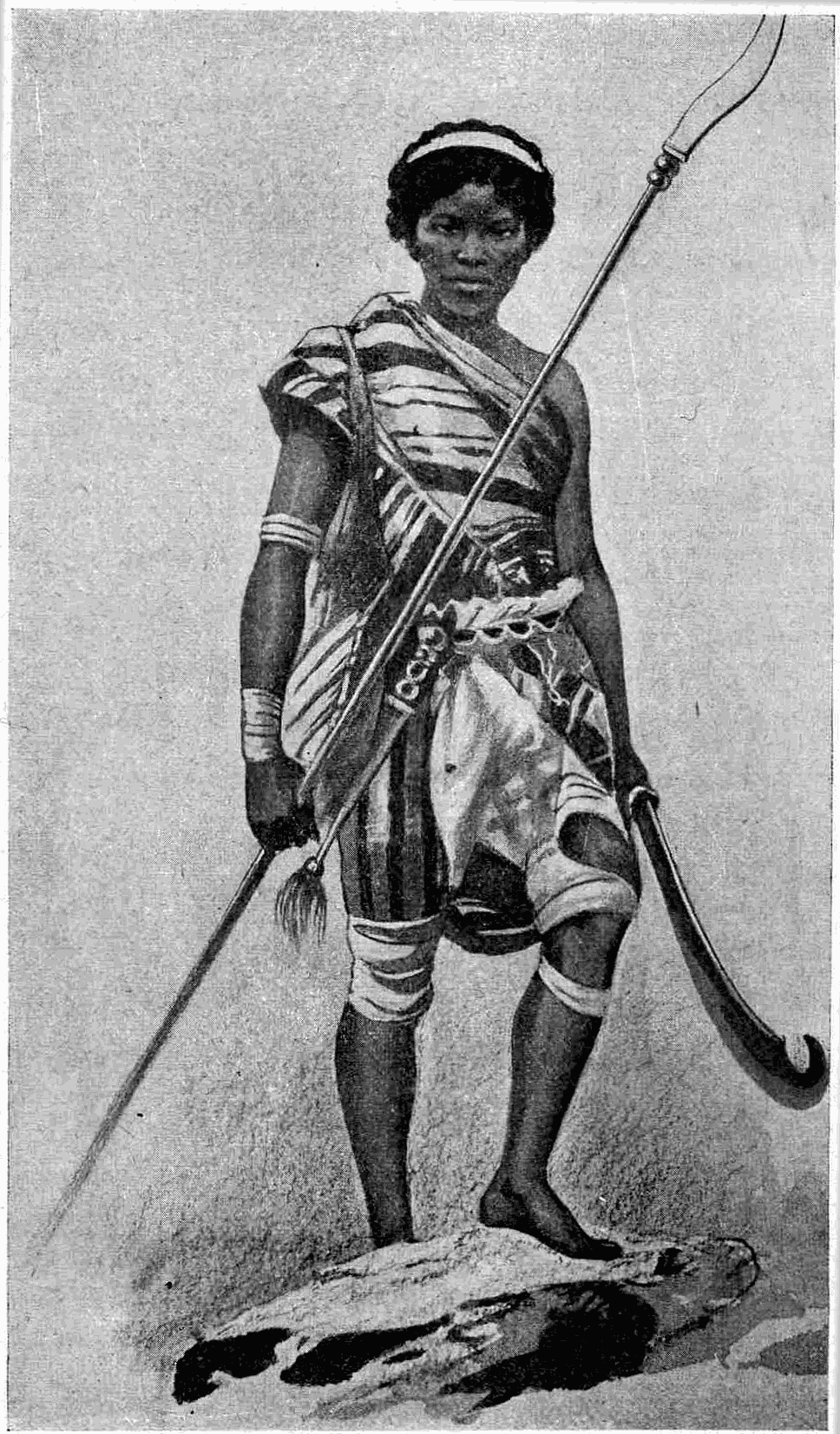
Guerreira de Daomé

- As guarda-costas reais, as Dora Milaje, inspiradas em Ahosi, as guerreiras do Reino do Daomé, são consideradas as melhores guerreiras de Wakanda[102] e há duas mulheres entre os cinco líderes tribais.
  - Sendo dedicado ao isolacionismo e à paz, Wakanda não tem um exército permanente como tal – embora seus guardas reais e forças especiais possuem tecnologia tão avançada que são mais do que capazes de defender sua nação (muitas vezes lideradas pelo próprio Pantera Negra).
  - A sequência de animação da abertura do filme explica que Wakanda estava ciente de que o mundo exterior estava se tornando cada vez mais caótico, através das várias atrocidades da história, como o tráfico escravo do Atlântico, a colonização da África pelas potências europeias, e as duas Guerras Mundiais. Os Panteras Negras do passado, no entanto, foram dedicadas a defender seu próprio país e não interferiram, em vez disso, escolheram ocultar Wakanda do mundo - temendo que, se eles se envolveram e se revelassem, acabaria por levar os estrangeiros a tentar invadir o país. Atualmente, Wakanda se oculta do mundo passando a imagem de uma pequena e pobre nação do Terceiro Mundo de humildes pastores - literalmente se escondendo por meio de uma avançada cobertura holográfica ao redor de suas fronteiras, escondendo a civilização tecnológica avançada dentro. Uma tensão central da narrativa do filme é que o novo Pantera Negra, T'Challa, está dividido entre sua lealdade para esconder e defender Wakanda como seu rei e sua própria consciência para ajudar o mundo vacilante além das suas fronteiras. Erik Killmonger então chega em Wakanda para tentar tomar o trono - refletindo o desejo de T'Challa de acabar com o isolacionismo de Wakanda - mas com a meta de conquistar o mundo exterior usando as tecnologias avançadas e as armas de Wakanda (ele chega dizer que "O sol nunca vai se por no Império de Wakanda", frase relacionada ao antigo Império Colonial Britânico). T'Challa acaba derrotando Killmonger, mas decide revelar a verdadeira natureza de Wakanda ao mundo durante um discurso nas Nações Unidas.
  - A designer de produção Hannah Beachler se inspirou na África Subsaariana, usando como bases os seguintes países: Uganda, Ruanda, Burundi, República Democrática do Congo e Etiópia.[103]
  - A figurinista Ruth E. Carter se inspirou nas vestimentas das tribos Maasai, Himba, Dogon, Basoto, Tuaregue, Turkana, Xossas Zulu, Suri e Dinca,[104][105] Anthony Francisco, o ilustrador sênior de desenvolvimento visual, observou que os trajes de Dora Milaje foram baseados em 80% na tribo Maasai.[106]
  - O diretor Ryan Coogler declarou que sua representação de Wakanda foi inspirada no reino de Lesoto, na África Austral.[22][23] As mantas basotho também se tornaram mais conhecidas como resultado do filme e sua inspiração em Lesoto.[107]
- Wakanda aparece no terceiro filme dos Vingadores, "Avengers: Infinity War". Na trama, Thanos pretende pegar todas as joias do infinito, e com uma delas na testa do herói Visão, este se torna um alvo do vilão e seus lacaios. Após ele quase ser morto, os Vingadores seguem para Wakanda e Shuri tenta retirar a joia sem matar Visão no processo. Porém, as forças de Thanos descem sobre Wakanda, iniciando uma batalha que culmina com o próprio Thanos surgindo, capturando a joia e derrotando os heróis. Na sequência, com o poder de todas as joias, o vilão realiza seu plano: mata aleatoriamente metade da população do universo, o que inclui vários heróis como o rei T'Challa.
- Em Avengers: Endgame (2019), Wakanda aparece durante a batalha final contra Thanos e seu exército, com as tropas do país participando do combate, lideradas pelo Pantera Negra, por Okoye e por Shuri. Uma visão noturna da capital aparece nas cenas finais.[108][109]
- Wakanda aparece em Black Panther: Wakanda Forever.[110]

### Videogames
- Wakanda aparece como um local em Marvel: Ultimate Alliance 2.
  - Quando os nanites de controle começam a infectar o mundo, Wakanda é uma das suas vítimas quando The Fold absorve alguns mercenários em suas forças. Depois de tirar Havok, A-Bomb e Justice, os heróis abrem caminho para o Palácio do Pantera Negras, onde acabam descobrindo que Nick Fury foi vítima dos nanitos de controle e depois acabou derrotando os wakandanos absorvidos pela dobra liderados pelo Duende Verde e pelo Venom III. Após a derrota, o Palácio serve como um centro já que a Torre Stark está sob controle de The Fold e porque que os nanites não podem compreender os arquivos de Fury em Wakanda.  Quando os heróis estão lutando contra Tinkerer na base da Islândia, Wakanda é atacado por The Fold até que o sinal de interferência seja desencadeado, neutralizando os nanites e salvando o mundo.
- Wakanda faz um cameo no final de Tempestade em Marvel vs. Capcom 3: Fate of Two Worlds.  Ela e o Pantera Negra supervisionam a terra enquanto discutem se a vida humana vale a pena ou não, o que com a discriminação de mutantes ainda é abundante.
- Wakanda aparece em Marvel Heroes.  Os jogadores devem tentar derrotar o Homem-Gorila em um nível chamado "Vibranium Mines", a fim de mantê-lo e seus seguidores de minerar o Vibranium.
- Wakanda é referenciado em Lego Marvel Super Heroes. No meio dos créditos, Pantera Negra diz a Nick Fury que as pessoas de Wakanda agradecem por frustrar o ataque de Loki e Galactus.
- Wakanda aparece como um local no Disney Infinity 3.0.[111]
- Wakanda aparece como um local em Marvel vs. Capcom Infinite,fundido com Val Habar do Monster Hunter 4 se tornando Valkanda.[112]
- Wakanda está definido para aparecer no jogo Avengers em 14 de agosto de 2021. Cinco anos antes, Wakanda estava pronto para se alinhar com os Vingadores. No entanto, após a suposta morte do Capitão América no Dia A, Wakanda fechou suas fronteiras do mundo e, acima de tudo, da I.M.A.. Depois que os Vingadores foram remontados por Kamala e o Capitão América foi revelado estar vivo e sequestrado secretamente pela líder do I.M.A, Monica Rappaccini, por cinco anos, Monica enviou Ulysses Klaw para se infiltrar em Wakanda para roubar vibranium para ela, pouco antes de ser puxada pelo futuro Gavião Arqueiro para um vazio sem fundo durante seu último encontro contra os Vingadores. Com o retorno do Capitão América, Wakanda está oficialmente alinhado com Vingadores e outras forças aliadas contra a I.M.A e o iminente Império Kree.